# 丘疹

丘疹（papule）与斑块（plaque）

丘疹，为局限性、实质性、直径小于1cm的表浅隆起性皮损。丘疹表面可扁平（如扁平疣）、圆形脐凹状（如传染性软疣）或粗糙不平呈乳头状,颜色可呈紫红色（如扁平苔藓）、淡黄色（如黄色瘤）或黑褐色（如色素痣）。形态介于斑疹与丘疹之间稍隆起的皮损称为斑丘疹，丘疹顶部有小水泡时称丘疱疹，丘疹顶部有小脓疱时称丘脓疱疹。而斑块则是由丘疹扩大或较多丘疹融合而成的直径大于1cm的隆起性扁平皮损。

## 病因
丘疹可由表皮或真皮浅层细胞增殖、代谢产物聚积或炎症细胞浸润引起。许多皮肤病均可导致丘疹的出现，故丘疹作为皮肤病的一种体征对皮肤病的临床诊断具有重要价值